# Гербы районов Калининградской области

## Гербы городских округов
| Герб | Наименование                             | Дата утверждения                           | Номер в ГГР |
| ---- | ---------------------------------------- | ------------------------------------------ | ----------- |
|      | Герб Калининграда                        | 17 июля 1996 года; 28 апреля 1999 года     | 579         |
|      | Герб Багратионовского городского округа  | 18 июня 2003 года                          | 1295        |
|      | Герб Балтийского городского округа       | 26 апреля 2011 года                        | 6981        |
|      | Герб Гвардейского городского округа      | 23 ноября 2001 года; 21 сентября 2017 года | 894         |
|      | Герб Гурьевского городского округа       | 30 мая 1997 года; 2014 год                 | 200         |
|      | Герб Гусевского городского округа        | 28 декабря 2005 года                       | 2353        |
|      | Герб Зеленоградского городского округа   | 2 апреля 2003 года; 16 декабря 2015 года   | 1203        |
|      | Герб Краснознаменского городского округа | 30 января 2001 года; 1 января 2016 года    | 701         |
|      | Герб Ладушкинского городского округа     | 29 марта 2007 года                         | 3281        |
|      | Герб Мамоновского городского округа      | 20 апреля 2000 года                        | 737         |
|      | Герб Неманского городского округа        | 29 мая 2002 года                           | 1068        |
|      | Герб Нестеровского городского округа     | 12 мая 2005 года                           | 2007        |
|      | Герб Озёрского городского округа         | 31 мая 2006 года                           | 2489        |
|      | Герб Пионерского городского округа       | 27 октября 2016 года                       | 313         |
|      | Герб Полесского городского округа        | 30 апреля 2008 года                        | 4150        |
|      | Герб Правдинского городского округа      | 25 марта 1999 года; 2016 год               | 508         |
|      | Герб Светловского городского округа      | 23 мая 2001 года                           | 1428        |
|      | Герб Светлогорского городского округа    | 11 февраля 2013 года                       | 8133        |
|      | Герб Славского городского округа         | 27 февраля 2004 года                       | 1472        |
|      | Герб Советского городского округа        | 6 мая 2011 года                            | 6983        |
|      | Герб Черняховского городского округа     | 31 октября 2019 года                       | 13099       |
|      | Герб Янтарного городского округа         | 26 октября 2006 года                       | 3280        |